# Célula madre cancerosa

Terapias del cáncer específicas y convencionales para la célula madre.

La célula madre cancerosa es un tipo hipotético de célula madre que formaría tumores mientras que tendría las propiedades de las células madres como autorrenovación y la habilidad de diferenciarse en múltiples tipos de células. Una teoría sugiere que dichas células persisten en los tumores como una población distinta y causa la recaída y la metástasis al dar crecimiento a nuevos tumores. El desarrollo de terapias específicas apuntadas a las células madre cancerosas esperan mejorar la supervivencia y la calidad de vida de los pacientes con cáncer, especialmente para los que sufren de metástasis.
Los tratamientos de cáncer existentes fueron desarrollados principalmente con modelos de animales, donde las terapias capaces de promover la contracción del tumor eran consideradas efectivas. Sin embargo, los animales no pueden proporcionar un modelo completo de la enfermedad humana. En particular, la recaída del tumor es excepcionalmente difícil de estudiar en los ratones, cuyas vidas no exceden de dos años.
La eficacia de los tratamientos del cáncer está, en las etapas iniciales de prueba, a menudo medidas por la cantidad de la masa del tumor que matan. Puesto que las células madre de cáncer formarían una muy pequeña proporción del tumor, esto no necesariamente puede seleccionar las drogas que actúan específicamente en las células madre. La teoría sugiere que las quimioterapias convencionales matan células diferenciadas o diferenciándose, que forman el bulto del tumor pero que no puede generar nuevas células. Una población de células madre de cáncer que le dieron lugar, podría permanecer sin tocar y causar una recaída de la enfermedad.

## Evidencia de las células madre cancerosas
Los oponentes del paradigma no niegan la existencia de las células madre cancerosas como tales. Las células cancerosas deben ser capaces de una proliferación continua y de autorrenovación para retener las muchas mutaciones requeridas para la carcinogénesis y para sostener el crecimiento de un tumor, ya que las células diferenciadas no puede dividirse indefinidamente (constreñidas por el límite de Hayflick). Sin embargo, es discutido si tales células representan una minoría. Si la mayoría de las células del tumor están dotadas con las propiedades de las células madre no hay un incentivo en centrarse en una subpoblación específica. También hay un debate sobre las células de origen de esas células madre cancerosas, si ellas se originan de células madre que han perdido la habilidad de regular la proliferación, o si provienen de poblaciones más diferenciadas de células progenitoras que han adquirido habilidades de autorrenovación (lo que está relacionado al tema de la plasticidad de las células madre).
La primera evidencia concluyente para las células madre cancerosas fue publicada en 1997 en Nature Medicine. Bonnet y Dick aislaron una subpoblación de células leucémicas que expresan un marcador superficial específico CD34, pero carecen del marcador CD38. Los autores establecieron que la subpoblación CD34+/CD38- es capaz de iniciar tumores en ratones NOD/SCID que son histológicamente similares al donante. (Matsui, 2004)
En experimentos de investigación de cáncer, células de tumor son a veces inyectadas en un animal en laboratorio para establecer un tumor. La progresión de la enfermedad es entonces seguida en el tiempo y las drogas noveles pueden ser probadas por su capacidad de inhibirla. Sin embargo, la formación eficiente del tumor requiere que se introduzcan millares o decenas de millares de células. Clásicamente, esto ha sido explicado por una metodología pobre (es decir las células del tumor pierden su viabilidad durante la transferencia) o la crítica importancia del microambiente, los alrededores bioquímicos particulares de las células inyectadas. Los partidarios del paradigma de la célula madre cancerosa discuten que solamente una pequeña fracción de las células inyectadas, las células madre cancerosas, tienen el potencial de generar un tumor. En la leucemia mieloide aguda humana la frecuencia de estas células es menos de 1 en 10 000.
Adicional evidencia viene de la histología, el estudio de la estructura del tejido de los tumores. Muchos tumores son muy heterogéneos y contienen múltiples tipos de célula nativos al órgano anfitrión. La heterogeneidad es comúnmente retenida por las metástasis del tumor. Esto implica que la célula que las produjo tenía la capacidad de generar múltiples tipos de célula. En otras palabras, posee el potencial de multidiferenciación, un clásico sello distintivo de las células madre.
La existencia de las células madre leucémicas incitó adicional investigación en otros tipos de cáncer. Células madre de cáncer recientemente se han identificado en varios tumores sólidos, incluyendo el cáncer de mama, cáncer de cerebro, y el cáncer de colon.

### Importancia de las células madre
Encontrar la fuente de las células cancerosas no sólo es necesario para los tratamientos exitosos, si los actuales tratamientos del cáncer no destruyen correctamente bastantes células madre cancerosas, el tumor reaparecerá. Incluyendo la posibilidad de que el tratamiento, (por ejemplo quimioterapia), dejará solamente las células madre cancerosas resistentes a la quimioterapia, después, el tumor que sobreviene probablemente también sea muy resistente a la quimioterapia. Si el tumor canceroso es detectado lo suficientemente temprano, bastante del tumor puede ser exterminado y marginado con el tratamiento tradicional. Pero a medida que el tamaño del tumor aumenta, llega a ser más y más difícil de remover sin conferirle resistencia y dejar suficiente para que el tumor reaparezca.
Algunos tratamientos con quimioterapia, tal como paclitaxel en el cáncer de ovario (un cáncer generalmente descubierto en las últimas etapas), pueden servir realmente para promover cierto crecimiento del cáncer (recaída 55-75% en menos de 2 años). Potencialmente hace esto al destruir solamente las células de cáncer susceptibles a la droga (apuntando a las que son CD44 positivo, un rasgo que ha sido asociado con tiempo de supervivencia creciente en algunos cánceres ováricos), y permitiendo las células que no son afectadas por el paclitaxel (CD44 negativo) al recrecimiento, incluso después de una reducción sobre un tercio del tamaño total del tumor. Sin embargo, hay estudios que muestran cómo puede ser usado el paclitaxel en combinación con otros ligantes para afectar las células de CD44 positiva. Mientras que solamente el paclitaxel, en fecha tardía, no cura el cáncer, es eficaz en prolongar el tiempo de supervivencia de los pacientes.

### Modelos mecanicistas y matemáticos
Una vez que se tengan hipótesis sobre los caminos al cáncer, es posible desarrollar modelos predictivos de biología matemática, ej., basado en el método de compartimiento celular. Por ejemplo, los crecimientos de células anormales desde sus contra partes normales puede ser denotada con probabilidades de mutación específicas. Tal modelo se ha empleado para predecir que ese repetido agravio a las células maduras aumenta la formación de la progenie anormal, y por lo tanto el riesgo del cáncer. Sin embargo, se necesita hacer considerable trabajo antes de que la eficacia clínica de tales modelos sea establecida.

## ¿De dónde vienen las células madre cancerosas?
Ésta sigue siendo un área de la investigación en curso. Lógicamente, el más pequeño cambio (y por lo tanto la mutación más probable) para producir una célula madre cancerosa sería una mutación de una célula madre normal. También, en tejidos con un alto índice de rotación de la célula (tal como la piel o el epitelio del tracto gastro-intestinal, donde son comunes los cánceres), puede ser discutido que las células madre son las únicas células que viven el suficiente tiempo para adquirir bastantes anormalidades genéticas para llegar a ser cancerosas. Sin embargo sigue siendo posible que más células de cáncer diferenciadas (en las cuales el genoma es menos estable) podrían adquirir características de '(células) madres'.
Es muy probable que en un tumor haya varias líneas de células madre, con nuevas que son creadas y otras muriendo a medida que un tumor crece y se adapta a sus alrededores. Por lo tanto, las células madre del tumor pueden constituirse en un 'blanco móvil', haciéndolas incluso más difícil de tratar.

## Implicaciones en el tratamiento del cáncer
La existencia de las células madre cancerosas tiene varias implicaciones en términos del tratamiento y las terapias futuras del cáncer. Esto incluye identificación de la enfermedad, objetivos de drogas selectivas, prevención de la metástasis, y desarrollo de nuevas estrategias para luchar contra el cáncer.
Los tejidos normales de las células madre son naturalmente resistentes a los agentes quimioterapéuticos - tienen varias bombas (como MDR) que bombean hacia fuera las drogas, proteínas de reparación del ADN que tienen una frecuencia baja de rotación celular (los agentes quimioterapéuticos naturalmente apuntan a las células replicándose rápidamente). Las células madre cancerosas, siendo las contrapartes mutadas de las células madre, pueden tener funciones similares que les permita sobrevivir la terapia. Entonces, estas células madre cancerosas repoblarían el tumor, causando la recaída. Al apuntar selectivamente a las células madre cancerosas, sería posible tratar pacientes con tumores agresivos no removibles quirúrgicamente, como también prevenir que el tumor tenga metástasis. La hipótesis infiere que si son eliminadas las células madre cancerosas, el cáncer simplemente retrocedería debido a la diferenciación y la muerte celular.
También, ha habido muchas investigaciones, con un cierto éxito, en encontrar marcadores específicos que puedan diferenciar las células madre cancerosas del bulto del tumor (como también de las células madre normales). También están siendo investigadas las firmas de tumores proteómicas y genómicas. El éxito en esta área permitiría una identificación más rápida de los subtipos del tumor, y también permitiría una medicina personalizada en los tratamientos de cáncer al usar la combinación correcta de drogas y/o tratamientos para eliminar efectivamente el tumor.

## Comunicación intercelular de la célula madre cancerosa
Una célula madre normal puede ser transformada en una célula madre cancerosa con la desregulación de la proliferación y la diferenciación de las comunicaciones intercelulares que las controlan. Los científicos trabajando en las células madre cancerosas esperan diseñar nuevas drogas que apuntan a estos mecanismos celulares. Los primeros resultados en esta área fueron hechos usando las células madre hematopoyéticas (HSCs) y sus contrapartes transformadas en la leucemia, la enfermedad cuyo origen en la célula madre está muy fuertemente establecido. Sin embargo, estas señales celulares parecen ser compartidas por las células madre de todos los órganos.

### Bmi-1
El represor transcripcional del grupo Polycomb Bmi-1 fue descubierto como oncogene común activado en el linfoma y posteriormente se mostró que regulaba específicamente a los HSCs. El papel de Bmi-1 también ha sido ilustrado en células madre neurales. La comunicación intercelular parece estar activa en las células madre cancerosas de los tumores de cerebro pediátricos.

### Notch
El la comunicación intercelular Notch se ha conocido por los biólogos del desarrollo por décadas. Su papel en el control de la proliferación de célula madre ahora ha sido demostrado para varios tipos de célula incluyendo células de madre hematopoyéticas, las nerviosas y las mamarias. Los componentes de la comunicación intercelular Notch han sido propuestos para actuar como oncogenes en tumores mamarios y otros.

### Sonic hedgehog y Wnt
Estos caminos de comunicación intercelular de desarrollo también están fuertemente implicados como reguladores de las células madre. Tanto la comunicación intercelular del sonic hedgehog (SSH) como la del Wnt comúnmente están hiperactivadas en los tumores y son requeridas para sostener el crecimiento del tumor. Sin embargo, los factores de la transcripción?? Gli que son regulados por el SHH toman su nombre de los gliomas??, donde comúnmente están expresados en altos niveles. Existe un grado de interferencia entre los dos caminos de comunicación intercelular y su activación comúnmente va de acuerdo??. Esto es una tendencia en vez de una regla. Por ejemplo, en la señalización hedgehog del cáncer de colon aparece antagonizar al Wnt.
Hay disponibles bloqueadores de sonic hedgehog, por ejemplo la ciclopamina. También hay una nueva ciclopamina soluble en agua que puede ser más efectiva en el tratamiento contra el cáncer. Está también el DMAPT, un derivado soluble en agua de la partenolida que apunta a las células madre de AML (leucemia), y posiblemente otras células madre de cáncer como en el cáncer de mieloma o de próstata. Un ensayo clínico del DMAPT comenzará en Inglaterra a finales de 2007 o 2008. Además, el GRN163L fue comenzado recientemente en ensayos que apuntan a las células madre del mieloma. Si es posible eliminar la célula madre del cáncer, una potencial cura puede ser alcanzada si no hay células madre de cáncer para repoblar un cáncer.